# Макия д'Изерния
Ма̀кия д'Изѐрния (на италиански: Macchia d'Isernia) е село и община в Централна Италия, провинция Изерния, регион Молизе. Разположено е на 360 m надморска височина. Населението на общината е 982 души (към 2010 г.).